# ティーンリスナー獲得プログラム!ワンチャンレディオ
『ティーンリスナー獲得プログラム!ワンチャンレディオ』（ティーンリスナーかくとくプログラム ワンチャンレディオ）は、北海道放送（HBCラジオ）で放送されていたラジオ番組である。

## 概要
北海道のお笑いコンビ・すずらん がパーソナリティを務めるラジオ番組。番組名の通り、中高生に聴かれるラジオを目指してスタートした番組だが、現在ではラジオが好きな大人も参加しているネタ投稿番組となっている。
この番組の前後に放送されているネット番組に向けて「○○さん、お疲れ様でした」といった挨拶や一言をかけている。中でもニッポン放送『SixTONESのオールナイトニッポンサタデースペシャル』、CBCラジオ『モーニング娘。 牧野真莉愛のまりあん♥LOVEりんですっ♥』は顕著で、SixTONESのファンからの投稿が増えたり、リスナーの投稿をきっかけに誕生日を祝うコーナーの中でシゲの誕生日が祝われた。
2018年の年末特番『今年中にもうワンチャン! 新年だからワンチャンください!』、2019年の年末特番『HBCラジオ年越しスペシャル「令和初の年越しを笑いと感動で盛り上げたいのでワンチャンください!』を担当した。
番組ハッシュタグは『#ワンチャンレディオ』。

## コーナー

### 現在のコーナー
テーマ
月ごとに設けられたテーマに対するメッセージを紹介するコーナー。
オジ・オバどーなの!?川柳
若者目線でおじさん、おばさんの行動に対する川柳を募集するコーナー。
ちいさい幸せ みーつけた
リスナーの小さい幸せを募集するコーナー。
ティーンが知らない北海道
昔の北海道のことをリスナーから募集した、10代に教えてあげるコーナー。
ここが変だよ ジャパニーズ
リスナーからの日常の疑問にたかゆき氏（山本）が答えるコーナー。
15の朝
尾崎豊の「15の夜」のサビにのせて、リスナーから募集した高校生の青春あるあるを紹介するコーナー。
ティーン雑誌拾い読み
不定期コーナー。ティーン向け雑誌の内容を紹介するコーナー。
ワンチャンレディ王!
不定期で行う大喜利コーナー。
この他、普通のお便りを募集している。また随時、コーナーが増えたり終了したりしている。

### 過去のコーナー
2021年
名前館
日常生活の中で感じる名前のない現象に名前を付けていたコーナー。
ナイナイテンサーティー
お題に対する絶対にないこと（ないないネタ）を募集していたコーナー。
何が正義で悪なんだ
1つのテーマに対して、すずらんの2人が議論していたコーナー。
シゲを笑わせろ
普通のお便りと面白いラジオネームを募集し、シゲを笑わせるコーナー。笑わせることに成功したリスナーにはシゲが手作りしたプラ板をプレゼントしていた。
レッツゴーハイスクール!
吉幾三の「俺ら東京さ行ぐだ」にのせて、リスナーから募集した学生生活のことを発表していたコーナー。
クイズ学校では教えてくれないリスナーのこと
リスナーの周りで起きた出来事をクイズにして募集していたコーナー。
10文字ホラ大賞（5文字ホラ大賞）
10文字（5文字）のホラ（嘘）を募集していたコーナー。
せこせここーしえん
これはセコイ!ということを募集し、シゲが判断していたコーナー。

## 放送時間の推移
- 日曜 22:00 - 22:40（2018年10月7日 - 2019年3月31日）[18]
- 日曜（土曜深夜） 1:00 - 1:30（2019年4月7日（6日深夜） - 2021年3月21日（20日深夜））[19][注 1]
- 月曜 22:30 - 23:00（2021年3月29日 - 2021年9月26日）[20]
- 月曜（日曜深夜） 0:30 - 1:00（2022年1月31日（30日深夜）・2月7日（6日深夜）再放送）[21][注 2]
- 日曜（土曜深夜）1:00 - 1:30（2021年10月2日 - 2022年3月26日）[22]

## ゲスト
- 2019年3月3日 - みそクリームコロッケ（ラジオリスナー）※現放送作家[23]
- 2019年12月31日 - やきそばかおる（電話出演）[9]